# MTV Europa
MTV (uneori numit MTV Global, în trecut MTV Europe) este un canal de divertisment pan-european lansat pe 1 august 1987. Inițial, canalul a servit toate regiunile Europei, fiind una din puținele posturi ce emitea pe tot continentul. Astăzi, MTV Europe emite într-o selecție de țări europene, fiindcă Viacom International Media Networks Europe a început să-și regionalizeze canalul din 1997.
MTV Europe a început sub un acord cooperativ dintre Viacom și BT (British Telecommunications), care a ținut până în 1991 când Viacom a preluat propietatea deplină. MTV Europe este deținută în întregime de către Viacom International Media Networks Europe.
Încă de la premierea sa, MTV a revoluționat industria muzicală. Slogane ca "I want my MTV!"-"Îmi vreau propriul MTV" ajunse încorporate în conceptul de "VJ" a fost popularizat, ideea a unui post dedicat videoclipurilor muzicale a fost introdusă, iar artiștii și fanii au găsit o locație centrală pentru evenimente muzicale, știri, și promoții. MTV a fost de asemenea menționat de mai multe ori în cultura muzicală de către muzicieni, alte canale TV și show-uri, filme și cărți.

## Istorie

### 1987-1997 - Un MTV pentru toată Europa
De la lansarea sa în 1987, și până la destrămarea în mai multe canale în tot jurul Europei în 1997, MTV Europe devenise faimos pentru VJ-ii care veneau din toată Europa (plus Pip Dann, un Neo-Zeelandez), ce introduceau videoclipuri și programe non-stop în Engleză.
- MTV Europe s-a lansat pe 1 august 1987 din Amsterdam, Olanda cu un concert live al lui Elton John și a fost transmis din AirTV În Camden Town, London.
- Cu un umor sarcastic ca la lansarea MTV USA din 1981 (unde primul videoclip a fost Video Killed the Radio Star al The Buggles), primul videoclip arătat pe MTV Europe a fost Money for Nothing - Dire Straits (ce a fost și ultimul videoclip al VH-1 Germania), care, aproximativ, începe și se termimă cu repetiția a sloganului "I want my MTV", narată de Sting.
- Showurile MTV Europe la acea vreme includea MTV's Greatest Hits, Headbangers Ball, MTV's Most Wanted cu Ray Cokes, The Big Picture (lansări de film), The Pulse (stil și fashion), 120 Minutes cu Paul King și MTV Coca-Cola Report cu Kristiane Backer (știri din muzică și interviuri).
- MTV Europe a cumpărat Breakfast Television Centre din Camden Town, fostul sediu al acum-defuncției companii de televiziune dimineața al ITV, TV-am în 1993.
- MTV Europe a avut mereu Centru de Transmisie în Londra - lăsându-se în august 1987 din facilitatea AirTV, a Chrysalis TV.
- MTV Europe a devenit un fel de pionier în Europa când în 1995 începuse să transmită folosind transmisiuni digitale compresate.
- Din 1993 până în 1996, MTV Europe emitea pe canalele TV rusești 2x2, TV-6, Muz-TV, Seti-NN etc.

### 1997-2010 - Regionalizarea MTV-ului în Europa
În 1997, MTV Networks Europe a început să-și regionalizeze MTV-ul în mai multe părți ale Europei.
- În martie 1997, MTV Central (Central ca în Europa Centrală) a fost lansat ca un canal de muzică în limba germană, pentru Germania și Austria. Inițial, emitea din Hamburg, înainte să se mute în München, și în final la Berlin. MTV Central a fost redenumit în MTV Germany.
- Pe 1 iulie 1997 MTV UK & Ireland s-a lansat, urmând MTV Italia în septembrie. MTV Nordic pentru Scandinavia s-a lansat în iunie 1998 și MTV Russia pentru Rusia s-a lansat pe 25 septembrie 1998. Din 2000, MTV Networks Europe a lansat alte canale regionale prin toată Europa.
- În mai 2002, canalul s-a redenumit în 'MTV European'. În august 2007, și-a mutat baza edițională din Londra în Varșovia, Polonia, chiar dacă încă emite din sediile MTV Networks Europe London.

### 2010-prezent
- Până la 1 august 2010, MTV Europe oferea un mix unic de programe populare împreună cu videoclipuri muzicale.
- După 1 august 2010, MTV Europe a eliminat controversial programul său muzical de bază și l-a înlocuit cu emisiuni bazate pe viața reală de pe MTV US.
- MTV Europe este urmărit de telespectatori cu vârste între 16-35 de ani, și este disponibil pentru peste 100 mil. de case, în peste 43 de țări.
- Centrul de transmisie este în Praga, Republica Cehă (înainte Londra) și emisiunile sunt produse la sediile MTV Networks din Varșovia, Polonia.
- În iulie 2011, MTV Europe s-a rebranduit folosind o nouă siglă și noi identuri.
- În august 2012, MTV Europe și-a suspendat toate topurile muzicale.
- În ianuarie 2013, trei topuri au revenit pe MTV Europe - Hitlist UK, Base Chart și Dance Floor Chart
- În vara anului 2015, MTV Europe și-a rebranduit identitatea canalelor făcusându-se pe inițiativa MTVBump.com și adoptând mai multe identuri social-friendly făcute de telespectatorii MTV.
- Din 1 martie 2019, MTV Europe există și în România.
- Din 17 februarie 2021 MTV Europe devine MTV Global și și-a extins difuzarea în Africa și Orientul Mijlociu.

## Distribuție
Din 2016, MTV Europa servește următoarele țări:
- Albania pe Digitalb
- Armenia
- Azerbaijan
- Bulgaria
- Cehia
- Estonia
- Insulele Feroe
- Georgia
- Grecia
- Ungaria
- Islanda
- Kosovo pe IPTV ArtMotion
- Kazahstan
- Letonia
- Lituania
- Luxemburg
- Polonia
- România
- Malta
- Orientul Mijlociu
- Slovacia
- Turcia
- Ucraina

Până în 2021 MTV Europe a fost de asemenea distribuit și în câteva țări africane incluzând Africa de Sud, pe lângă MTV Base Africa, MTV Portugal și MTV France. MTV Global este distribuit în jurul Europei, Africii și Orientului Mujlociu prin satelit, cablu, și prin televiziune terestră.

## Transmisiuni prin satelit gratuit
MTV Germania a fost valabil FTA pe Astra 19,2E, dar a devenit codat pe 1 ianuarie 2011. Până în august 2015, MTV Italia a fost free-to-air valabil pe Eutelsat 12 West A. Oricum, cu cumpărarea de către Sky Italia a acestui canal, a fost rebranduit sub numele de TV8. MTV Italia a devenit un canal Sky exclusivist numai pentru abonați.

## Show-uri
Locale
- Dance Floor Chart
- HitList UK
- MTV Base Chart
- MTV Movies
- MTV News Daily Update
- MTV Top 20

Show-uri de premiere și Evenimente Live
- Isle of MTV
- Kids' Choice Awards
- MTV Europe Music Awards
- MTV Movie Awards
- MTV Unplugged
- MTV Video Music Awards
- MTV World Stage

Pan-International
- Ajutor! Am o relație secretă
- Catfish: Emisiunea TV
- Cel mai bun artist tatuator
- Casa Loud: Mai gălăgioasă ca niciodată
- Cu juma' de normă
- Dragoste și Ură: În Atlanta
- Domnișoara Farah
- Fresh Out Live
- Familia Thunderman
- Forța Pericol
- Henry Pericol
- Geordie Shore
- Infideli: Prinși în flagrant
- ICarly
- Jocurile Succesului
- Jersey Shore: Vacanțe în familie
- Majoretele Dallas Cowboys: Alcătuirea echipei
- Mame adolescente
- Mame adolescente: Capitolul următor
- Marea Țăcăneală / Ridiculozaurii
- Misterele din Rock Island
- Misterul Familiei Hunter
- MTV Cribs
- The Challenge: Luptă pentru un nou campion
- Tyler Perry prezintă: Young Dylan
- Victoria în lumina reflectoarelor

## Show-uri anulate
- 100 de Lucruri de făcut înainte de liceu
- 3 from 1
- Academia VVID
- Adaugă un Strop de Magie
- Astronauții
- Alternative Nation
- All Star Shore
- Amazingness
- Aventuri în Vestul Sălbatic
- Aventurile eroice ale lui Bucket și Skinner
- Bătrâneii lui Goldie
- Bella și Buldogii
- Big Time Rush
- Beavis și Butt-head
- Bobocii
- Big Fat Hits
- ByteSize
- Casa Anubis
- Ca între prieteni
- Catfish: Marea Britanie
- Celebre și însărcinate
- ChillOut Zone
- Crimă din viață reală
- Clubul dramelor
- Cu fosta iubire pe plajă în America
- Cu fosta iubire pe plajă în Marea Britanie
- Cu fosta iubire pe plajă: Vedete
- Data Videos
- De-a spionii Nickelodeon
- Departamentul de Magie
- Din culisele muzicii
- Dragoste la prima minciună
- Drake și Josh
- European Top 20
- Experimentul Dragostea
- Expoziția: Un nou artist celebruc
- Familiile mafiote
- Familia Hathaway și casa bântuită
- Fantome din trecut
- Fă-mi casa hip-hop
- Fear Factor
- Fired by Mum and Dad
- Floribama Shore
- Furia tatuajelor în America
- Gașca de cavaleri
- Geordie Originalii: Povestea lor
- Global Groove
- Hanging Out
- Headbangers Ball
- Iubire adevărată sau minciuni
- Iubire la dublu cu DJ Pauly D și Vinny
- Însărcinată la 16 ani
- KickStart
- Lay Lay
- Lordul Galactic și familia Underwoods
- Lick Shots
- Magazinul bizar
- Marvin Marvin
- Mame adolescente 2
- Mame adolescente din Marea Britanie: Generația următoare
- Mame adolescente: Reuniune de familie
- Mame adolescente: Seara fetelor
- Mame adolescente: Tânără și însărcinată
- MTV Alarm
- MTV's Greatest Hits
- MTV Flashback
- MTV Hitlist
- MTV Hot
- MTV Live
- MTV's Living The Dream
- MTV Mono
- MTV Morning Mood
- MTV Startrax
- MTV Video Clash
- Misterele casei Anubis
- M is for Music
- Morning Mix
- Moștenirea familiei
- Most Wanted
- Music Mix
- Music Rulz
- Nașii mei vrăjitori: Mai năzdrăvani ca niciodată
- Night Videos
- Nicky. Ricky, Dicky și Dawn
- Non Stop Hits
- Non Stop Music
- Nordic Top 5
- Number One Hits
- Party Zone
- Perechea perfectă
- Power Rangers: Samurai
- Power Rangers: Megaforce
- Pimp My Ride
- Prietenii din West Hollywood
- Profesorul Suplinitor
- Răzbunări cu DJ Pauly D și Vinny
- Ridicol de adorabil
- Ridicol de delicios
- RockBlock
- Roulette MTV
- Saturday Night Music Mix
- Să râdem în izolare cu Charlotte Crosby
- Sam și Cat
- Select MTV
- Siesta Key
- Shakedown
- Spectacolul lui Fred
- So '90's'
- Summer of MTV
- Sunday Night Music Mix
- Sunt Frankie
- Super Ninja
- Superock
- Școala de Rock
- Top 10 at 10
- Totul și ceva mai mult (2019)
- True Jackson VP
- The Challenge: Pe viață și pe moarte
- The Fridge
- The Hills
- The Late Lick
- The Lick
- The Real Friends of WeHo
- Ți-e frică de întuneric? (2019)
- Top Selection
- The Soul of MTV
- Total Request
- Total Request Live
- Unfabulous
- Ultra Hits
- Urzeala clonelor
- Viața mea la MTV
- Viața la masculin
- Veri pe viață
- Vedete și foste iubiri
- Vrăjitoare de liceu
- Wake Up Call
- World Chart Express
- X-elerator
- Yo! MTV Raps
- Zoey 101

### Foști VJ-ei
- Ray Cokes (1987–1996) Cokes & Vanthilt, Ray's Requests, Most Wanted, X-Ray Vision, MTV at the Movies, The Big Picture, European Top 20, MTV's Greatest Hits
- Simone Angel (1990–1998) Party Zone, MTV Dance, Dance Floor, Club MTV, Dance Floor Chart, European Top 20, MTV's Greatest Hits, Dial MTV
- Paul King (1989–1994) MTV's Greatest Hits, 120 Minutes, MTV News, Morning Mix, HitList UK, XPO, First Look, Dial MTV
- Pip Dann (1988–1994) MTV Prime, Post Modern, MTV at the Movies, The Big Picture, Dial MTV, Music Non Stop, European Top 20, XPO, MTV's Greatest Hits, MTV Coca-Cola Report, First Look, RockBlock
- Maiken Wexø (1987–1992; 1993) Pure Pop, MTV Coca-Cola Report, European Top 20, MTV News, XPO, MTV Prime
- Marcel Vanthilt (1987–1990; 1991) Cokes & Vanthilt, 120 Minutes, XPO, Most Wanted
- Sophie Bramly (1987–1991) Yo! MTV Raps
- Chris Salewicz (1987–1993) MTV News
- Nunu (1990) Awake on the Wild Side
- Sonya Saul (1990-1992) MTV News, XPO
- Terry Christian (1991) XPO, Morning Mix
- Richie Rich (1993-1994) The Soul of MTV, MTV's Greatest Hits, HitList UK
- John Dunton-Downer (1987-1997) 120 Minutes, The Big Picture (producer)
- Steve Blame (1987–1994) MTV News, MTV Coca-Cola Report, First Look
- Vanessa Warwick (1990–1997) Headbangers Ball, RockBlock
- Kristiane Backer (1989–1996) European Top 20, MTV Coca-Cola Report, MTV's Greatest Hits, Awake on the Wild Side, XPO, Party Zone, Headbangers Ball, RockBlock
- Rebecca de Ruvo (1991–1995) Dial MTV, Awake on the Wild Side, MTV Prime, European Top 20
- Marijne van der Vlugt (1991–1996; 2013; 2015; 2016) The Pulse, MTV Coca-Cola Report, Alternative Nation, 120 Minutes, Post Modern, European Top 20, Dial MTV, Music Non Stop, MTV Europe Music Awards 2013-2015-2016 (voice-over)
- Davina McCall (1987; 1992–1998) Hanging Out, HitList UK, MTV Coca-Cola Report, MTV's Greatest Hits, European Top 20, First Look, Music Non Stop, Most Wanted, Party Zone, Cinematic, Singled Out, The End?
- Lisa I'Anson (1993–1996) The Soul of MTV, MTV News, HitList UK, Hanging Out, European Top 20, Music Non Stop, Party Zone
- Ingo Schmoll (1993–1996) Morning Mix, MTV News, First Look, MTV's Greatest Hits, European Top 20
- Enrico Silvestrin (1993–1997) Select MTV, Hanging Out, European Top 20, Dial MTV
- Hugo de Campos (1994–1997) Stylissimo, Dial MTV, European Top 20, Music Non Stop, First Look, Hanging Out, The End?
- Maria Guzenina (1994–1997) KickStart, Awake on the Wild Side, Morning Mix, Music Non Stop, European Top 20, MTV's Greatest Hits, MTV Amour, MTV at the Movies
- Carolyn Lilipaly (1994–1998) MTV News, HitList UK, The Big Picture, MTV Winter Parties
- Miles Hunt (1994-1995) 120 Minutes
- John Kearns (1995–2012) MTV News, The Big Picture, MTV Europe Music Awards (voice-over)
- Toby Amies (1995–1999) Alternative Nation, MTV News, MTV Hot
- Eden Harel (1995–2000) European Top 20, Select MTV, Dance Floor Chart, Hanging Out, Dial MTV
- Kimsy von Reischach (1995-1998) First Look, European Top 20, MTV's Greatest Hits, MTV Winter Parties, Hanging Out
- Julia Valet (1996–1997) Superock, MTV Hot
- Nikolai (1996) MTV's Greatest Hits, European Top 20, HitList UK, Morning Mix
- Boris (1996-1997) European Top 20, MTV Snowball, First Look
- Christian Ulmen (1996–1997) MTV Hot
- Crispin Somerville (1996-1997) Select MTV, HitList UK, Hanging Out
- Camila Raznovich (1996–1998) MTV Amour, Hanging Out, MTV Summer Festivals, MTV Beach House
- Lily Myrhed (1996-1998) HitList UK, MTV Winter Parties, Awake on the Wild Side, Morning Mix
- Lars Oostveen "Vico" (1996-1999) Select MTV, Dial MTV
- Thomas Madvig (1996-1999) Select MTV, MTV News
- Katja Schuurman (1997-2000) So 90's
- Melanie Sykes (1997) HitList UK
- Cat Deeley (1997–2002) HitList UK, Stylissimo, MTV News, MTV Amour, Dance Floor Chart
- Ulrika Eriksson (1998-2003) MTV News, Select MTV, HitList UK, Nordic Top 5, MTV:New, Morning Glory
- Kicki Berg (1998–2006) MTV News, Select MTV, European Top 20, Nordic Top 5, Dance Floor Chart, Top Selection, MTV Supermercado
- Trevor Nelson (1998-2004) The Lick
- Trey Farley (1999-2000) Select MTV, MTV News
- Lars Beckung (1999–2006) MTV:New, Select MTV, Nordic Top 5, MTV News, Morning Glory, MTV Source, This Is Our Music
- Neil Cole (2000–2004) The Fridge, MTV News, Select MTV, European Top 20, World Chart Express, MTV:New
- Joanne Colan (2000–2004) MTV News, European Top 20, MTV Movie Special, Select MTV, MTV:New, MTV Top 20 Countdown, MTV's Winterjam, MTV Presents
- Fleur van der Kieft (2000–2002) Top Selection, Select MTV
- Frederique Bedos (2001) Select MTV
- Erickka Jones (2001) MTV Top 20 Countdown
- Mimi Kalinda (2001-2002) Dance Floor Chart, World Chart Express, Top Selection, Select MTV, The Fridge
- Ina Geraldine (2003–2004) Euro Top 20
- Becky Griffin (2003-2005) Dance Floor Chart, World Chart Express
- Amelia Hoy (2004–2005) Euro Top 20, Up North
- Axl Smith (2004-2007) Spanking New, Axl Meets, MTV at the Festivals
- Pernille Fals Bahrt (2005-2007) MTV News
- Archie Archibald (2005-2006) MTV News
- Charlotte Thorstvedt (2005–2009) Euro Top 20, Spanking New
- Jason Danino-Holt (2006) Switched On
- Shire Raghe (2006-2009) MTV News, SuperStar Saturday
- Freya Clausen (2007-2009) Fahrenheit, Spanking New, MTV News, MTV Source
- Janika Nieminen (2008-2010) MTV Overdrive, SuperStar Saturday
- Matthew Bailey (2009–2010) Euro Top 20

## Sigle

Prima siglă MTV Europe (1987-2011)
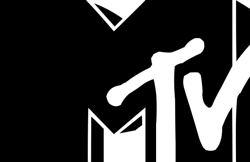
A doua siglă MTV Europe (2011–2021)
A treia siglă MTV Europe (Global) (2021-prezent)